# Mesolamia marmorata
Mesolamia marmorata är en skalbaggsart som beskrevs av Sharp 1882. Mesolamia marmorata ingår i släktet Mesolamia och familjen långhorningar. Inga underarter finns listade i Catalogue of Life.